# Tanatopràxia

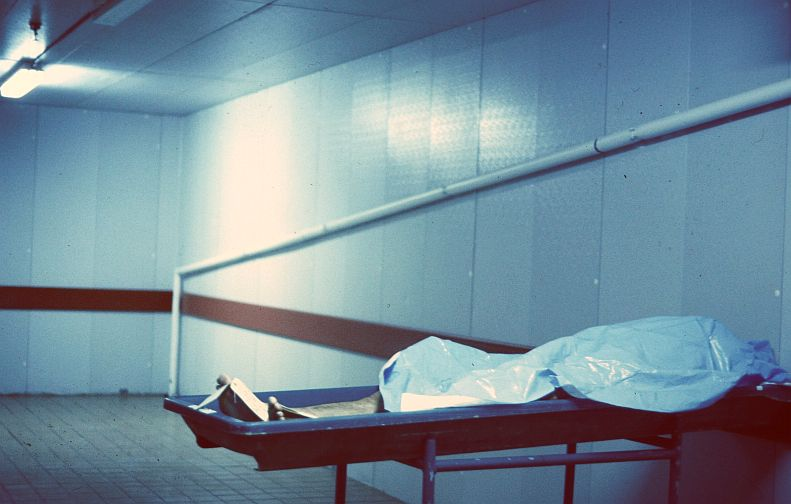
Cadàver en un tanatori.

La tanatopràxia (del grec Θάνατος, thanatos "mort" i πραξια, praxia, manera d'obrar) és el conjunt de tècniques de conservació i agençament de cadàvers. Segons el Reglament de policia sanitària mortuòria catalana de la Generalitat de Catalunya inclou els mètodes següents: refrigeració, congelació, conservació transitòria, embalsamament, tanatoplàstia i la tanatoestètica.
Consisteix a aplicar-hi mètodes per a la higienització, conservació transitòria, embalsamament, restauració i cura estètica del cadàver com a suport de la seva presentació d'acord amb les normatives higienicosanitàries. La finalitat bàsica de la tanatopràxia és la d'aconseguir no només una bona conservació del cos, sinó també una aparença natural i tranquil·la. A més de l'estètica, recrear una aparença natural pot ser molt important per poder prendre comiat del defunt amb serenitat, sobretot quan el cos, per malaltia, accident o mort violenta ha sigut malmès i que la vista, sense tractament adequat de les restes, podria ser traumàtica.

El professional qualificat es diu tanatopràctic. A Catalunya, els serveis tanatopràctics són regulats per l'Agència de Salut Pública de Catalunya (ASPCAT).
| «                                   | El tapir Teodor treballa en la tanatopràxia del tigre mort del taüt | » |
| — Òscar Dalmau, Pilarín Bayés, 2016 |                                                                     |   |